# Richard Ruoff
Richard Ruoff, nemški general, * 18. avgust 1883, Messbach, † 30. marec 1967, Tübingen.